# Kørestolstennis
Kørestoletennis er en form for tennis, tilpasset til kørestolsbrugere. Banens størrelse, nethøjde, ketsjere er de samme, men der er to store forskelle fra almindelige tennis: atleterne bruger specialdesignede kørestole, og bolden kan hoppe op til to gange, hvor det anden hop også kan forekomme uden for banen.